# 상징주의

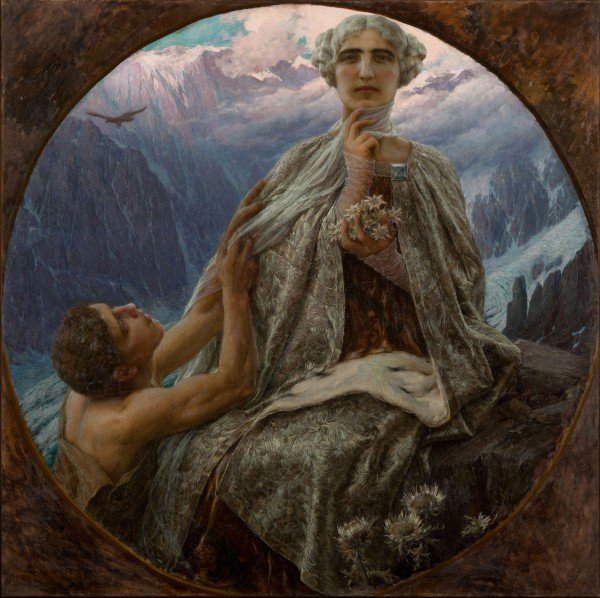
1912년, Tortona의 화가 Cesare Saccaggi의 상징적 인 걸작.

상징주의(象徵主義)는 19세기 말부터 20세기 초에 걸쳐서 프랑스를 중심으로 나타난 예술 사조이다. 자연주의나 고답파(高踏派)에 대해서, 주관을 강조하고 정조(情調)를 상징화하여 표현하는 것을 주안(主眼)으로 했다. 《악의 꽃》의 보들레르를 비롯하여, 베를렌, 랭보 등이 대표적인 시인이며, 마테를링크, 릴케, 예이츠, 와일드 등 20세기의 주요한 문학자는 여기에서 탄생되었다.

## 문학
문학에서 자연주의 이후는 상당한 혼잡이 초래된다. 이를테면 자연주의 문학에 대한 각양 각색의 반성이 터져나오기 시작한 것이다. 그 중에서 가장 강력한 발언을 한 것이 상징주의라 말할 수 있다. 이들은 자연주의의 과학적 결정론(科學的 決定論)에 반대하여 상상과 몽환과 상징을 강조하였고 고체와 보들레르를 선구로 삼았다. 상징주의의 대표적인 시인으로는 말라르메를 꼽을 수 있고 위스망, 베르아랭, 마테를링크, 랭보 등을 지적할 수 있다.
불문학자 A.티보데는 상징파의 새로운 바람으로 다음의 세 가지를 지적했다. 1. 자유시: 딱딱하고 전통적인 양식을 탈피해 파격적이고 자유로운 시의 조류를 뜻한다. 2. 순수시: 산문적 요소를 배제하고 순수하게 시적인 시를 지향하며, 바그너의 영향 아래 말라르메를 필두로 한 순수시는 발레리에 이르러 완성된 것으로 평가 받는다. 3. 문학적 혁신과 발전의 개념: 상징파는 이전 세대가 수립해놓은 문학개념을 부정하는 권리와 의무를 처음으로 젊은 세대에게 인정하기 시작하며 이를 기준으로 ‘전통적 문학’과 ‘전위문학'이 나누어지게 되었다.
한국에서 상징주의는 1920년부터 1924년까지 5년간은 자연주의와 더불어 문예사상 지배적인 조류였는데, 이들 모두 창조파에 기원하는 것이었다. 곧 <창조> 1호에 김동인의 자연주의적 소설 <약한자의 슬픔>이 실렸을 때 시에서는 주요한이 상징파의 영향을 본따서 <불놀이> 3편을 발표하여 문단의 주목을 끌었다. 또한 1921년에는 황석우의 대표적 상징시인 <벽모(碧毛)의 묘(猫)>가 <폐허(廢墟)>에 발표되었고, 변영로는 <상징적으로 살자>(1922)라는 시론을 써냈고 그의 시도 언어의 기교를 상징성에 두었다.

## 미술
미술에서 상징주의는 상징주의 시인의 영향 아래 조금 늦게 나타난 반사실주의적인 경향을 지향했으나, 문예의 경우처럼 명확한 주장이나 운동이 있었던 것은 아니다. 직접적으로는 비평가 오리에(Georges Albert Aurier, 1865∼1892)의 논평 <회화에 있어서의 상징주의>(1891)에서 고갱을 중심으로 한 퐁 타방 파(이 파는 오리에의 논평에 의해 종합주의라고도 불리었다)와 고갱이 타히티로 떠난 뒤 오리에의 주장에 가까운 나비파를 가리킨다. 그러나 그후의 논평에서는 고갱 등의 음악적·장식적인 구성을 목표로 한 작품보다도 도리어 신비적인 주제를 취급하는 작품을 포함한다. 퓌비스 드샤반느, 르동, 귀스타브 모로, 카리에르, 앙소르, 클림트 등이 대표자로 간주된다.

## 갤러리

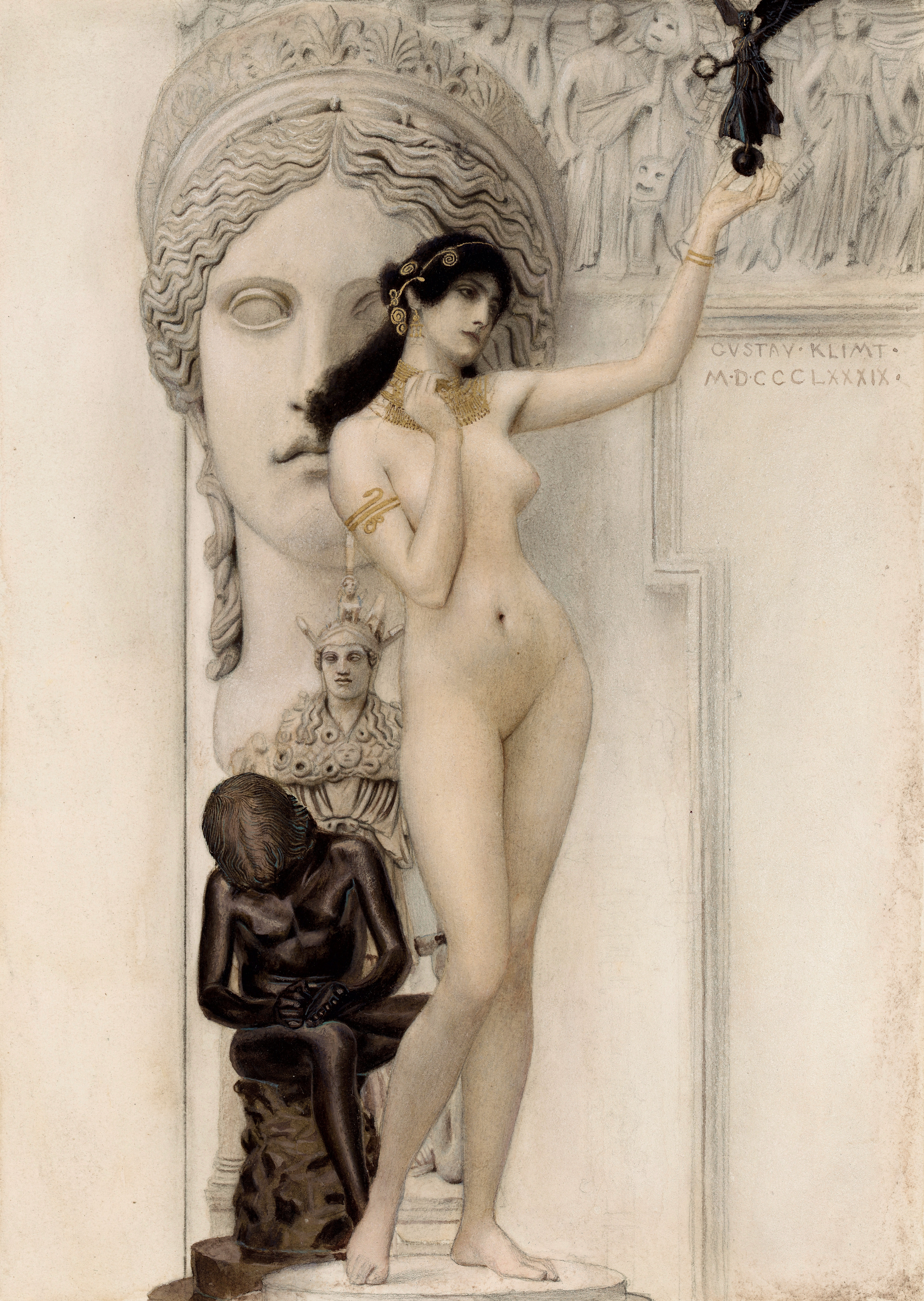
Gustav Klimt, Allegory of Skulptur, 1889
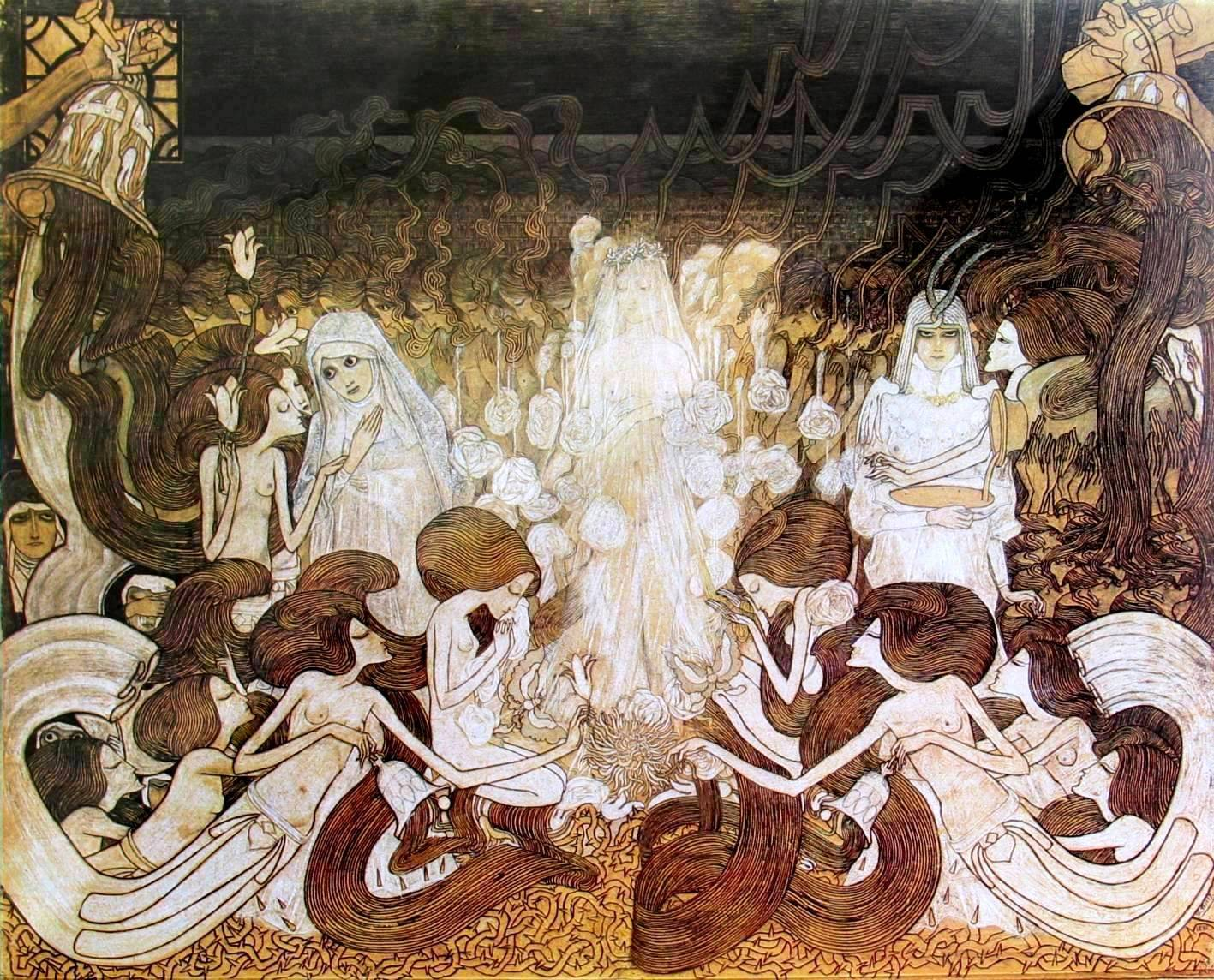
Jan Toorop, The Three Brides, 1893
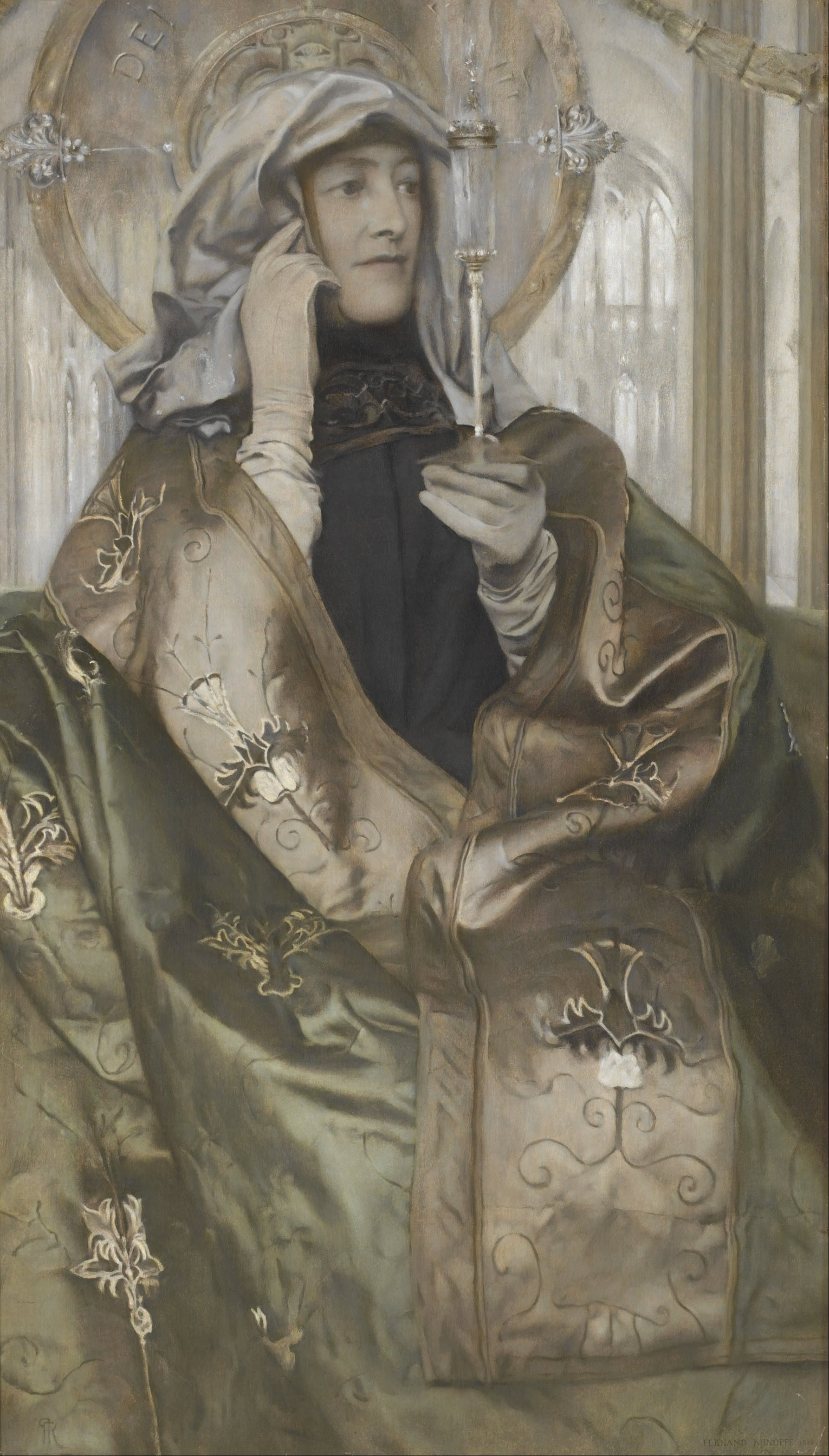
Fernand Khnopff, Incense, 1898
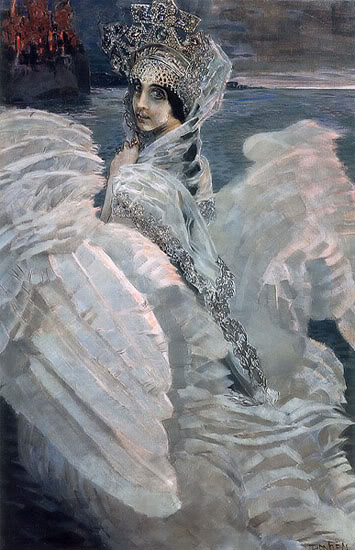
Mikhail Vrubel, The Swan Princess, 1900
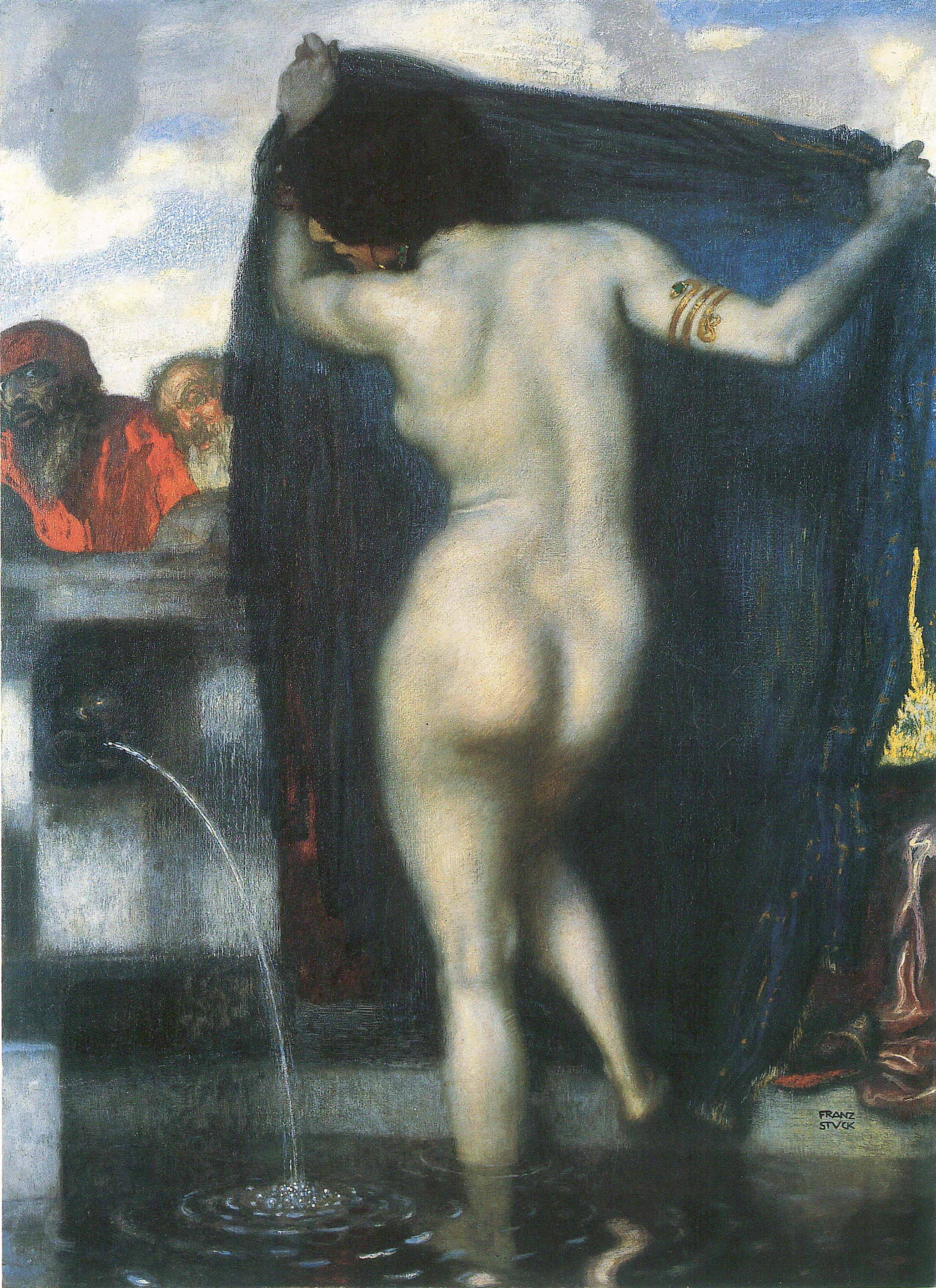
Franz von Stuck, Susanna und die beiden Alten, 1913
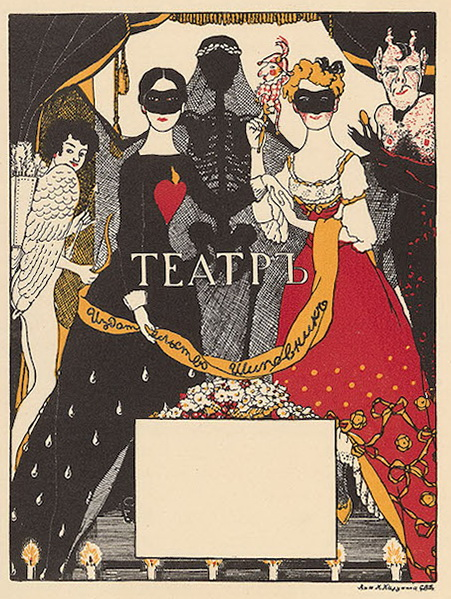
The cover to Aleksander Blok's 1909 book Theatre. Konstantin Somov's illustrations for the Russian symbolist poet display the continuity between symbolism and Art Nouveau artists such as Aubrey Beardsley.
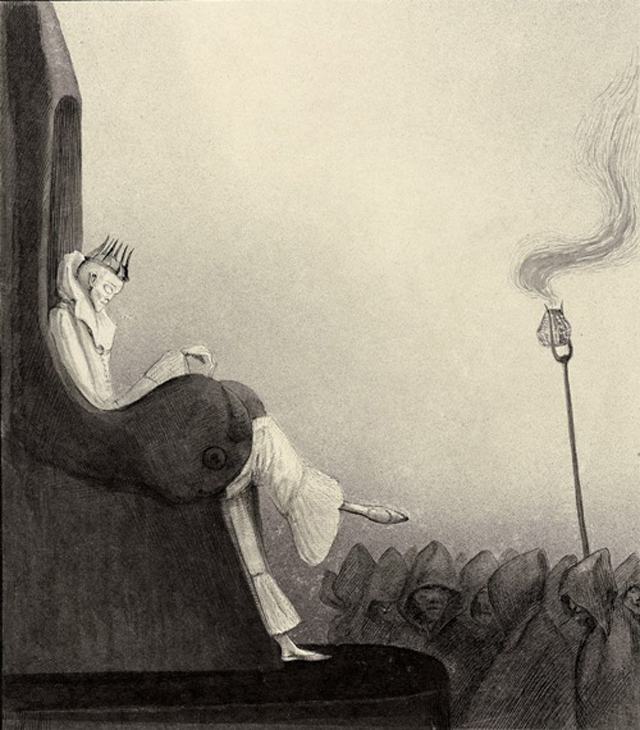
Alfred Kubin, The Last King, 1902
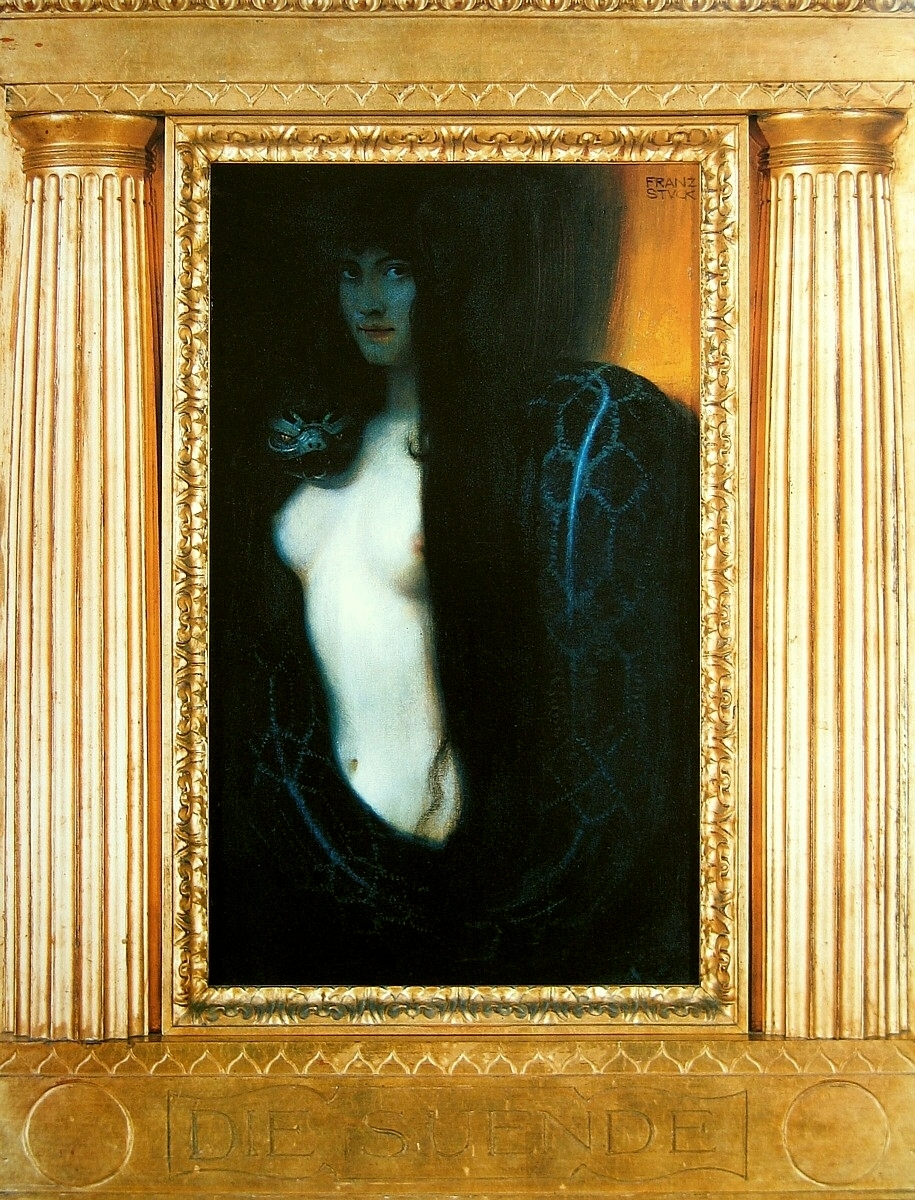
Franz von Stuck, Die Sünde, 1893
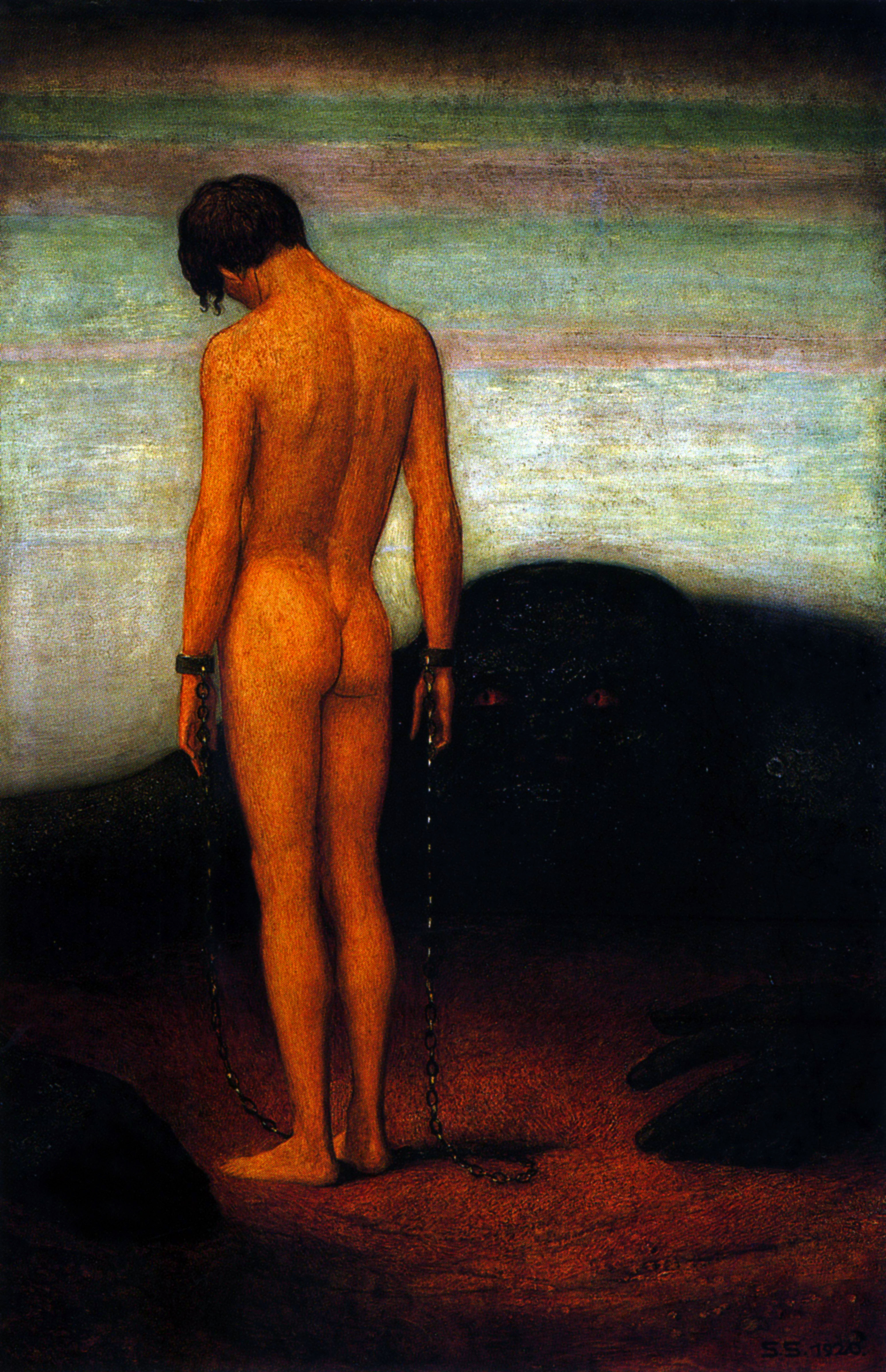
Sascha Schneider The Feeling of Dependence, 1920
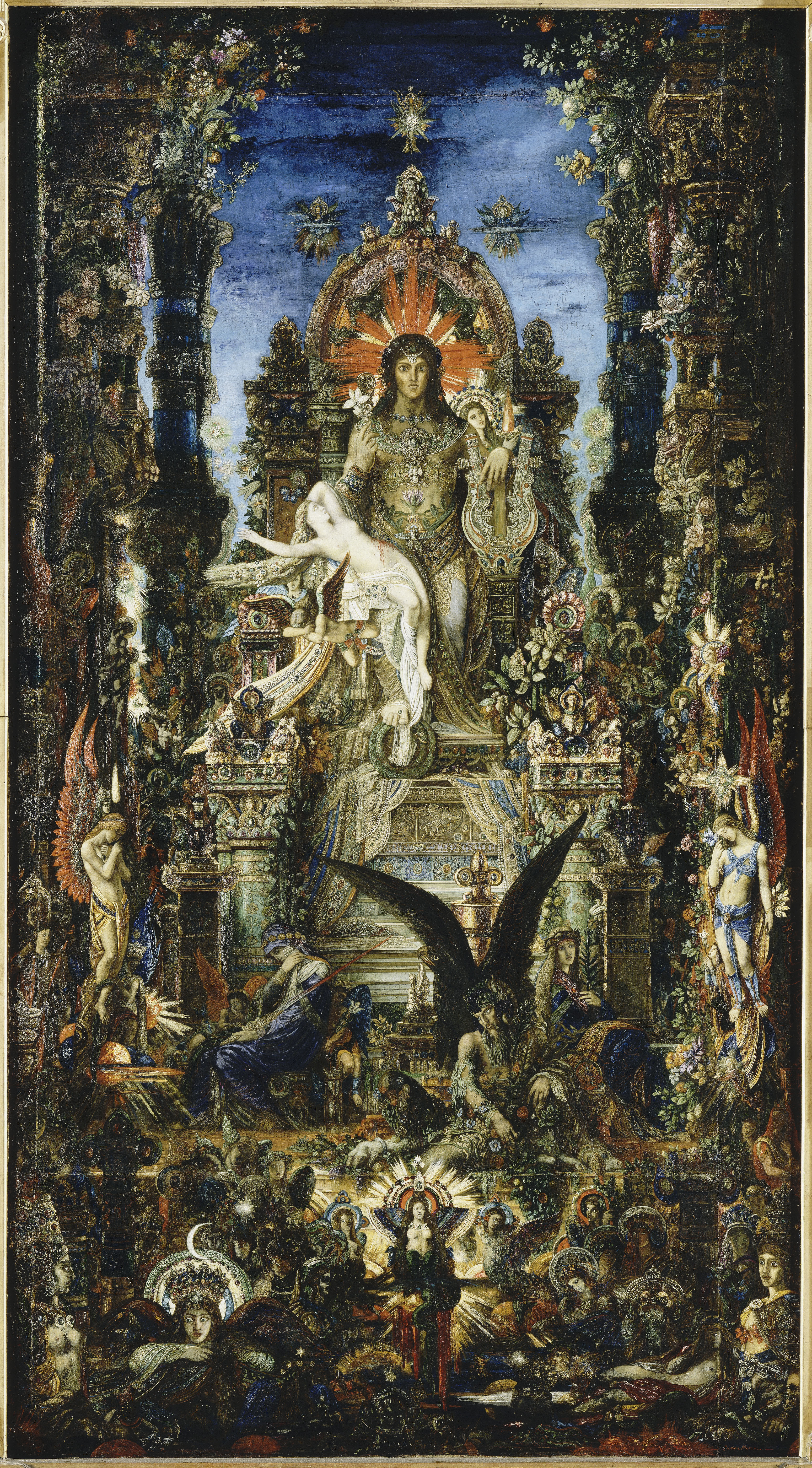
Gustave Moreau, Jupiter and Semele, 1894–85
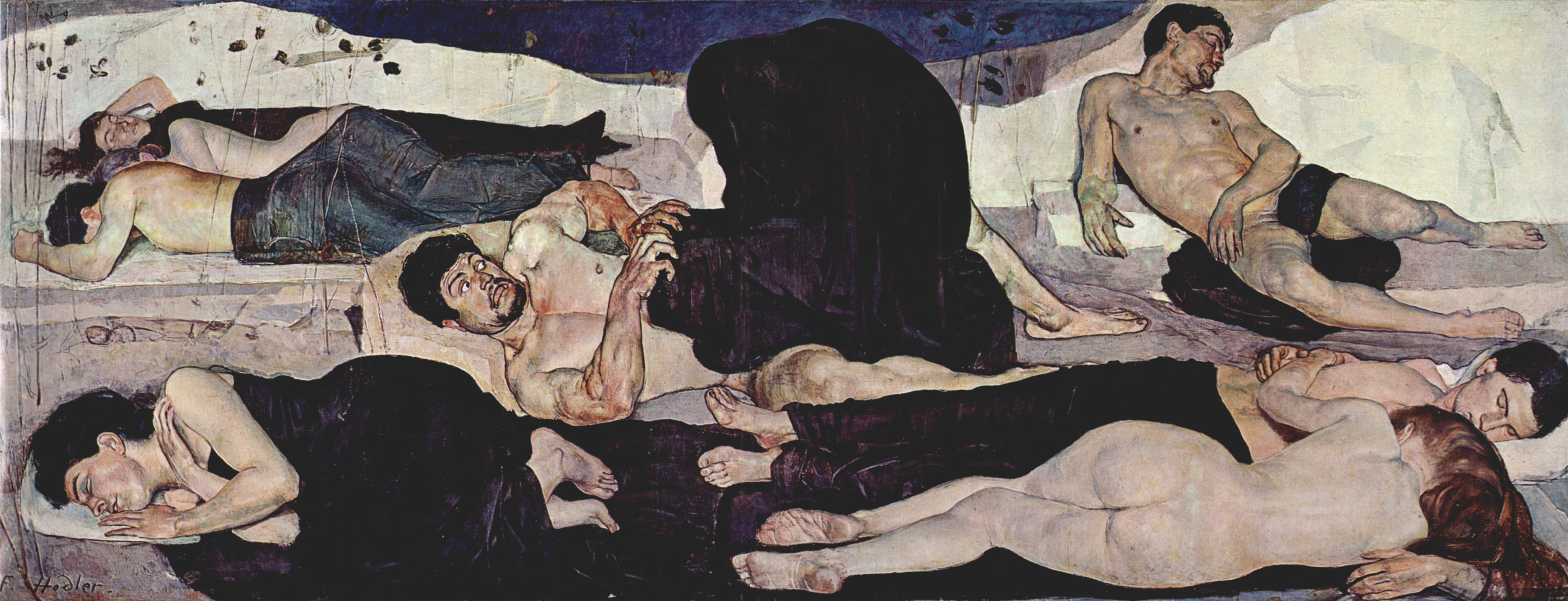
Ferdinand Hodler, The Night, 1889–90
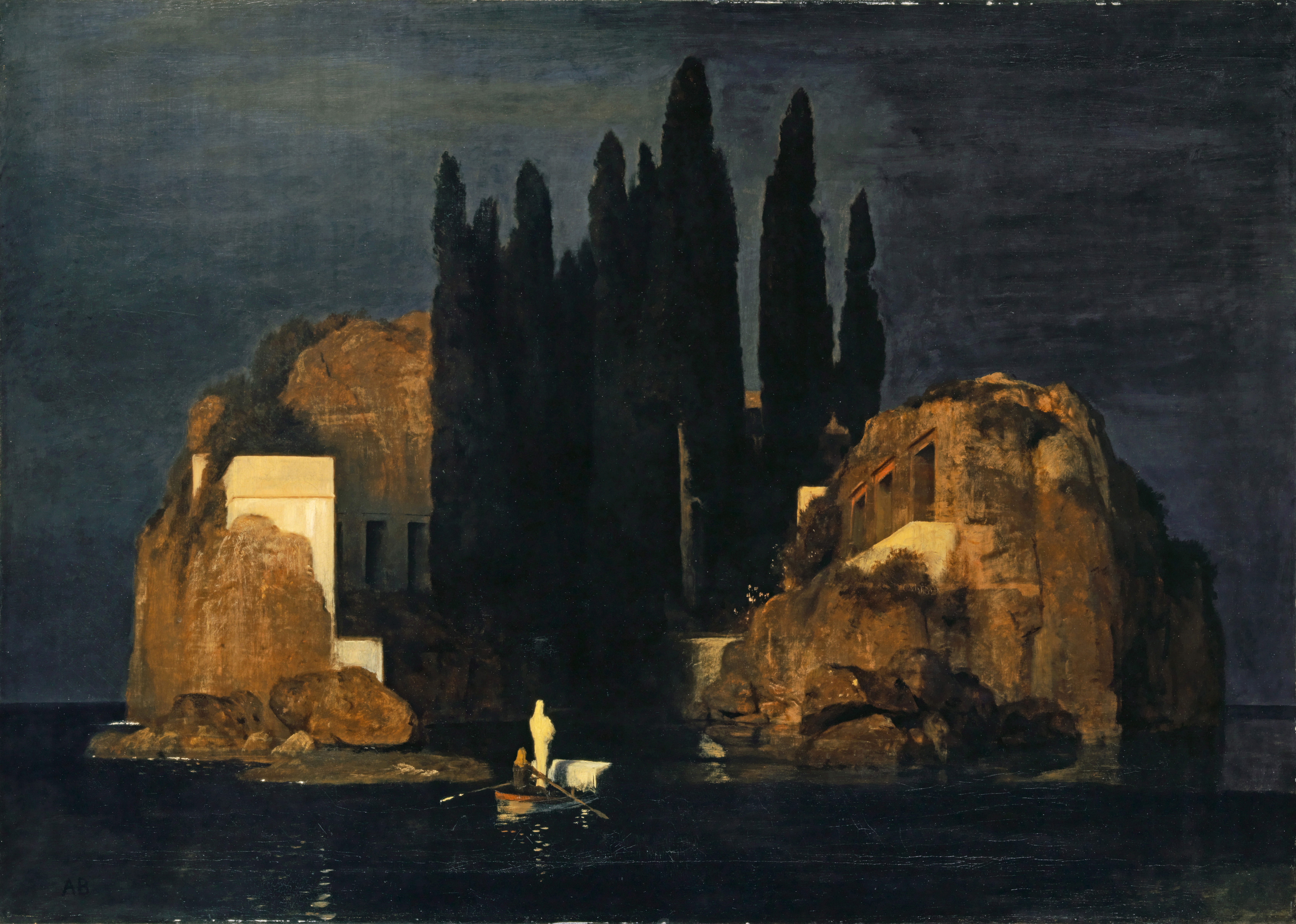
Arnold Böcklin – Die Toteninsel I, 1880
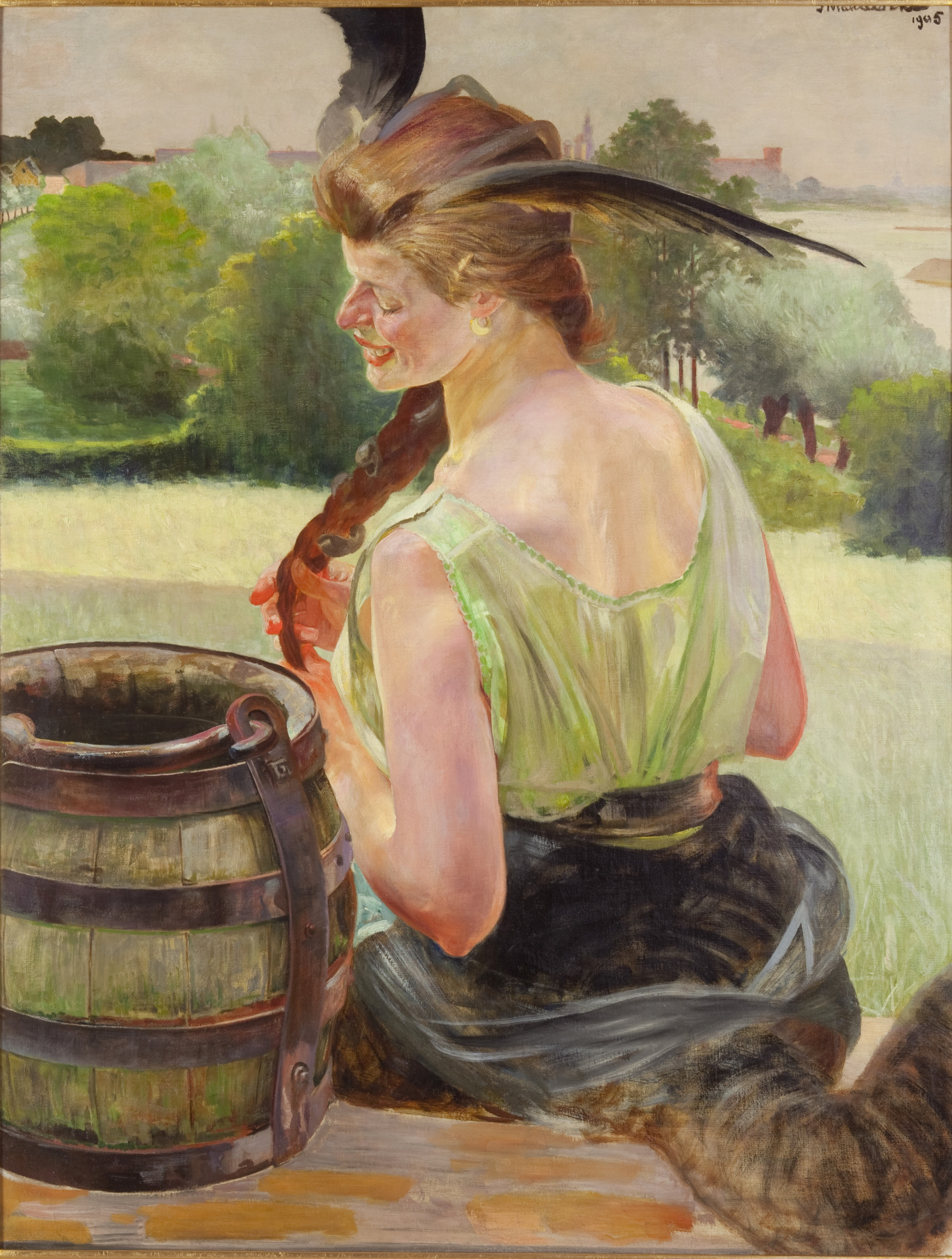
Jacek Malczewski, Poisoned Well with Chimera, 1905
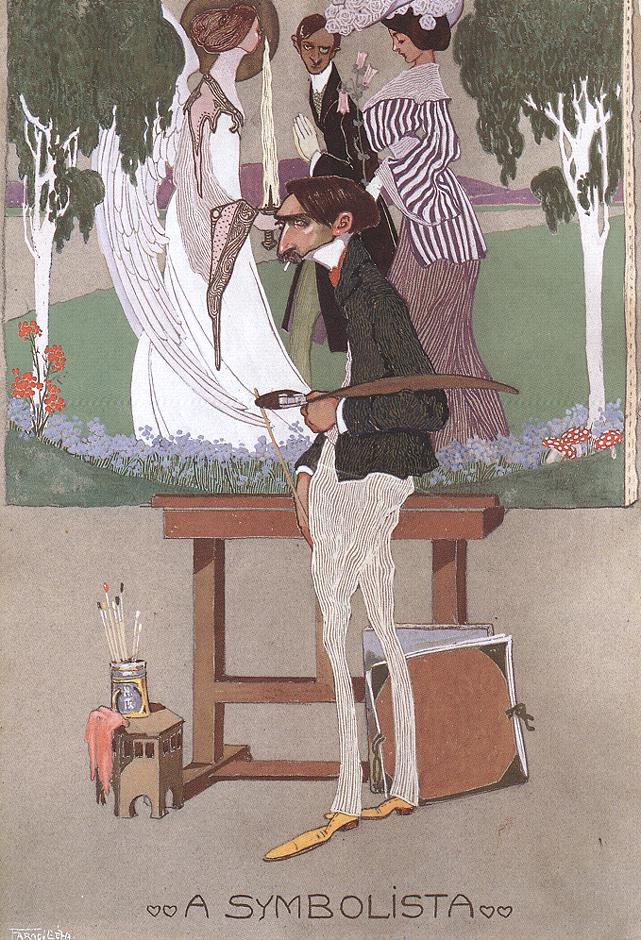
Faragó Géza([[:hu:{{{3}}}|헝가리어판]]), The Symbolist, 1908, satirical piece in Art Nouveau style
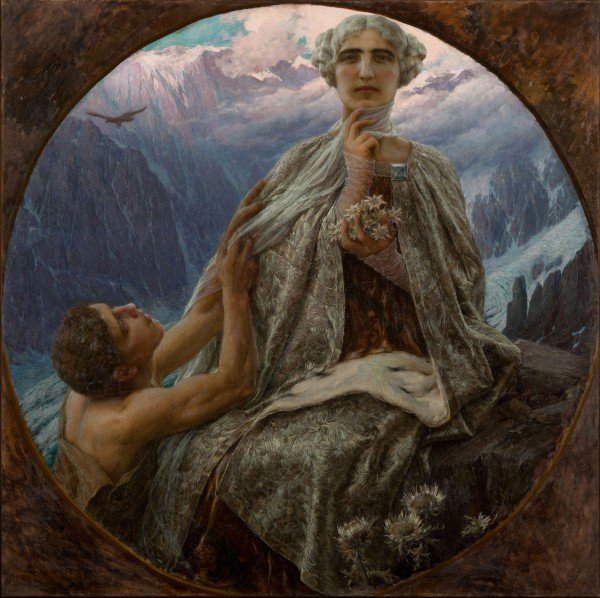
La Vetta, 1912, Tortona의 화가 Cesare Saccaggi의 분명한 상징주의 작품.

## 같이 보기
- 지그문트 프로이트
- 아서 시먼즈

## 참고 문헌
- 이 문서에는 다음커뮤니케이션(현 카카오)에서 GFDL 또는 CC-SA 라이선스로 배포한 글로벌 세계대백과사전의 내용을 기초로 작성된 글이 포함되어 있습니다.